# Zarema Kassaieva
Zarema Abukarovna Kassaieva (em russo:  Зарема Абукаровна Касаева; 25 de fevereiro de 1987, em Tchermen [ru]) é uma halterofilista da Rússia.
Zarema Kassaieva ganhou a medalha de bronze nos Jogos Olímpicos de 2004, com um total combinado de 262,5 kg (117,5 kg no arranque e 145 kg no arremesso), na categoria até 69 kg.
Ela também conquistou a medalha de ouro no total no Campeonato Mundial de 2005, com 275 kg (118 kg + 157 kg), e a medalha de bronze no Campeonato Mundial do ano seguinte, com 246 kg.
Ficou em terceiro lugar no Campeonato Europeu de 2003 e ganhou a medalha de ouro na edição de 2005.
QUADRO DE RESULTADOS
Principais resultados de Zarema Kassaieva:
| Ano  | Competição         | Local        | Classe de peso | Arranque (kg) | Arremesso (kg) | Total (kg) | Pos. |
| ---- | ------------------ | ------------ | -------------- | ------------- | -------------- | ---------- | ---- |
| 2002 | Campeonato Mundial | Varsóvia     | –69 kg         | 100           | 125            | 225        | 7.   |
| 2003 | Campeonato Europeu | Loutraki     | –69 kg         | 105           | 130            | 235        | 3    |
| 2003 | Campeonato Mundial | Vancouver    | –69 kg         | 112,5         | 132,5          | 245        | 5.   |
| 2004 | Jogos Olímpicos    | Atenas       | –69 kg         | 117,5RMJv     | 145            | 262,5      | 3    |
| 2005 | Campeonato Europeu | Sófia        | –69 kg         | 120           | 145,5RMJr      | 265        | 1    |
| 2005 | Campeonato Mundial | Doha         | –69 kg         | 118           | 157RM          | 275        | 1    |
| 2006 | Campeonato Mundial | São Domingos | –75 kg         | 110           | 136            | 246        | 3    |
| 2007 | Campeonato Europeu | Strasbourg   | –69 kg         | 100           | 128            | 228        | 4.   |

1. ↑  Devido à regra vigente de incremento de 2,5 kg, o total registrado oficialmente foi de 265 kg